# Resolució 965 del Consell de Seguretat de les Nacions Unides
La Resolució 965 del Consell de Seguretat de les Nacions Unides fou adoptada per unanimitat el 30 de novembre de 1994. Després de reafirmar less resolucions sobre la situació a Ruanda, en particular, les resolucions 872 (1993) 912 (1994), 918 (1994), 925 (1994) i 955, el Consell va prorrogar el mandat de la Missió de les Nacions Unides d'Assistència per a Ruanda (UNAMIR) fins al 9 de juny de 1995 i va ampliar les seves operacions.
El Consell de Seguretat va destacar la importància d'aconseguir la reconciliació nacional en el marc dels acords d'Arusha. S'havien enviat a Ruanda membres de l'Oficina de l'Alt Comissionat per als Drets Humans per vigilar i prevenir violacions de drets humans que es produeixin i per facilitar el retorn dels refugiatss. També es va assenyalar que les mines terrestres havien provocat una ruptura per a la població civil i altres esforços humanitaris.
Es va reafirmar que UNAMIR podria:
(a) protegir els refugiats, persones desplaçades i civils en situació de risc;
(b) proporcionar seguretat i assistència per facilitar les operacions d'ajuda humanitària;
(c) ajudar a aconseguir la reconciliació nacional;
(d) contribuir a la seguretat del personal del Tribunal Penal Internacional per a Ruanda i els drets humans dels funcionaris;
(e) ajudar en la formació i establiment d'una nova força policial.
Es va instar al Govern de Ruanda a continuar la cooperació amb la UNAMIR i permetre l'accés sense restriccions a totes les zones del país. van ser ben rebuts els esforços de la UNAMIR per augmentar les seves capacitats de radiodifusió, així com els esforços dels Estats membres, dels organismes de les Nacions Unides i organitzacions no governamentals pel que fa a l'assistència humanitària.
Se li va demanar al secretari general Boutros Boutros-Ghali que fes recomanacions relatives a l'establiment del programa de desminatge i notificar al Consell de qualsevol ajust en les necessitats logístiques i de personal de l'UNAMIR. fou requerit a informar el 9 de febrer de 1995 i el 9 d'abril de 1995 sobre el mandat de la UNAMIR i la situació al país. Finalment, es va demanar a la comunitat internacional que proporcionés recursos al govern de Ruanda.